# Золотовский сельсовет (Московская область)
Золотовский сельсовет — упразднённая административно-территориальная единица, существовавшая на территории Московской губернии и Московской области до 1939 года.
Золотовский сельсовет был образован в первые годы советской власти. По данным 1919 года он входил в состав Михалевской волости Бронницкого уезда Московской губернии.
По данным 1926 года в состав сельсовета входили село Золотово, Золотовская лечебница, станция Золотовский обход и будка 71 километра Московско-Казанской железной дороги.
В 1929 году Золотовский с/с был отнесён к Ашитковскому району Коломенского округа Московской области. При этом к нему был присоединён Фаустовский с/с.
31 августа 1930 года Ашитковский район был переименован в Виноградовский.
19 января 1934 года из Золотовского с/с был выделен Фаустовский сельсовет.
17 июля 1939 года Золотовский с/с был упразднён. При этом его территория была передана в Фаустовский с/с.